# 艾尤夫一世
艾尤夫一世（義大利語：Aione I，– 646年）是自641年至646年去世时的贝内文托公爵。根据保罗执事的记载，艾尤夫一世在去帕维亚的途中于拉文纳停留，在当地喝酒之后他的精神状态变得不稳定，此后在他的请求下，由被他的父亲阿雷奇斯一世收养的两兄弟拉多尔德与格里摩尔德（Grimoald）帮助他摄政。646年，斯拉夫人掠夺者在亚得里亚海的西蓬托登陆，由于此时两位摄政王均不在，艾尤夫一世亲自率领着他的部队抗击侵略者，然而他的马掉进了斯拉夫人在他的营地附近挖好的坑中，使得他在被包围后杀害。拉多尔德在得知此事后率军击退了入侵当地的斯拉夫人，他的爵位被拉多尔德继承。